# Noteroclada
Noteroclada là một chi rêu trong họ Pelliaceae.